# Chiesa di San Giovanni Battista (Asciano, San Giuliano Terme)
La chiesa di San Giovanni Battista è un edificio di culto che si trova nella frazione di Asciano Pisano del comune di San Giuliano Terme.

## Storia e descrizione
La chiesa, in origine pievana, viene citata per la prima volta nel 1137 in una bolla papale di Innocenzo II. Nel 1434 la pieve controllava le chiese di Agnano e Santa Maria a Mezzana. Nella prima meta del XIX secolo la chiesa fu ingrandita con fondi del Granducato di Toscana e nel 16 luglio 1846 la chiesa ricostruita fu nuovamente consacrata. La torre campanaria fu costruita successivamente nel 1914.
La facciata è in stile romanico con marmo di San Giuliano mentre i fianchi laterali sono completamente intonacati. L'interno si presenta con una navata unica con una cappelle laterali. La controfacciata presenta la cantoria in muratura sorretta da due colonne.